# Beata Giesen
Beata Giesen – polska doktor habilitowana nauk prawnych, profesor Uniwersytetu Łódzkiego.

## Biografia
Jest pracownikiem naukowym w Katedrze Prawa Cywilnego na Uniwersytecie Łódzkim. Posiada aplikację sądową, a także wykonuje zawód radcy prawnego. 29 czerwca 2016 została laureatką konkursu czasopisma „Państwo i Prawo” za najlepszą Pracę habilitacyjną zatytułowaną „Umowa licencyjna w prawie autorskim. Struktura i charakter prawny”.